# Mesodesmatidae
Mesodesmatidae är en familj av musslor. Mesodesmatidae ingår i överfamiljen Mactroidea, ordningen Veneroida, klassen musslor, fylumet blötdjur och riket djur. Enligt Catalogue of Life omfattar familjen Mesodesmatidae 6 arter.
Kladogram enligt Catalogue of Life:
| Mesodesmatidae | \| \| Mesodesma \| \| \| \| \| \| Paphies \| \| \| \| |
|                | \| \| Mesodesma \| \| \| \| \| \| Paphies \| \| \| \| |
|                | Mactridae                                             |
|                |                                                       |
|                | Mesodesma                                             |
|                |                                                       |
|                | Paphies                                               |
|                |                                                       |

|  | Mesodesma |
|  |           |
|  | Paphies   |
|  |           |